# Luigi Manzoni

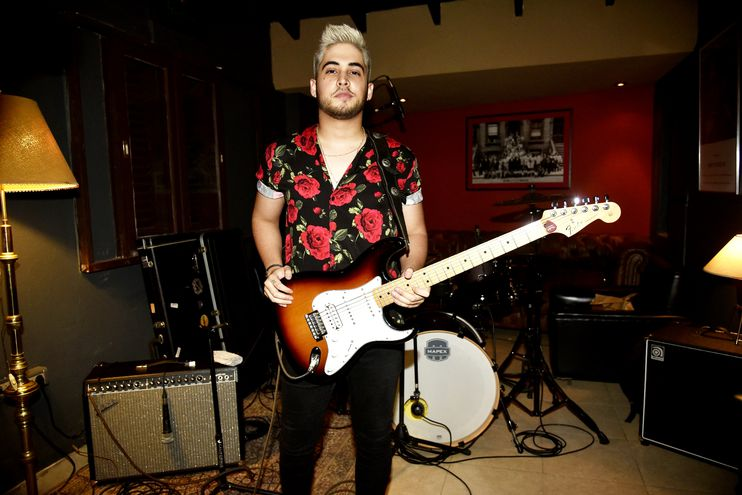
Foto evento lanzamiento del album Melomano

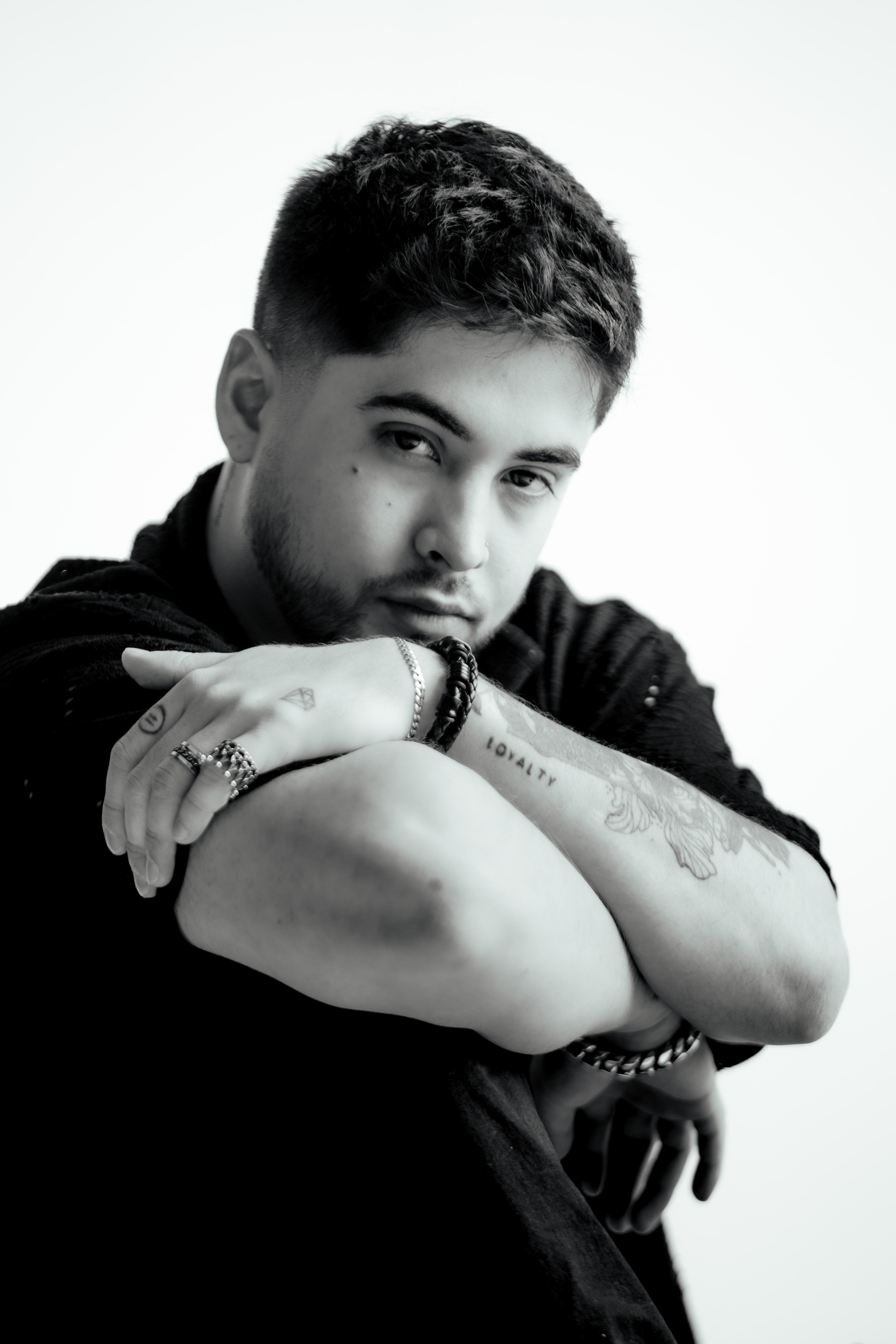
Luigi Manzoni sesion de fotos 2024

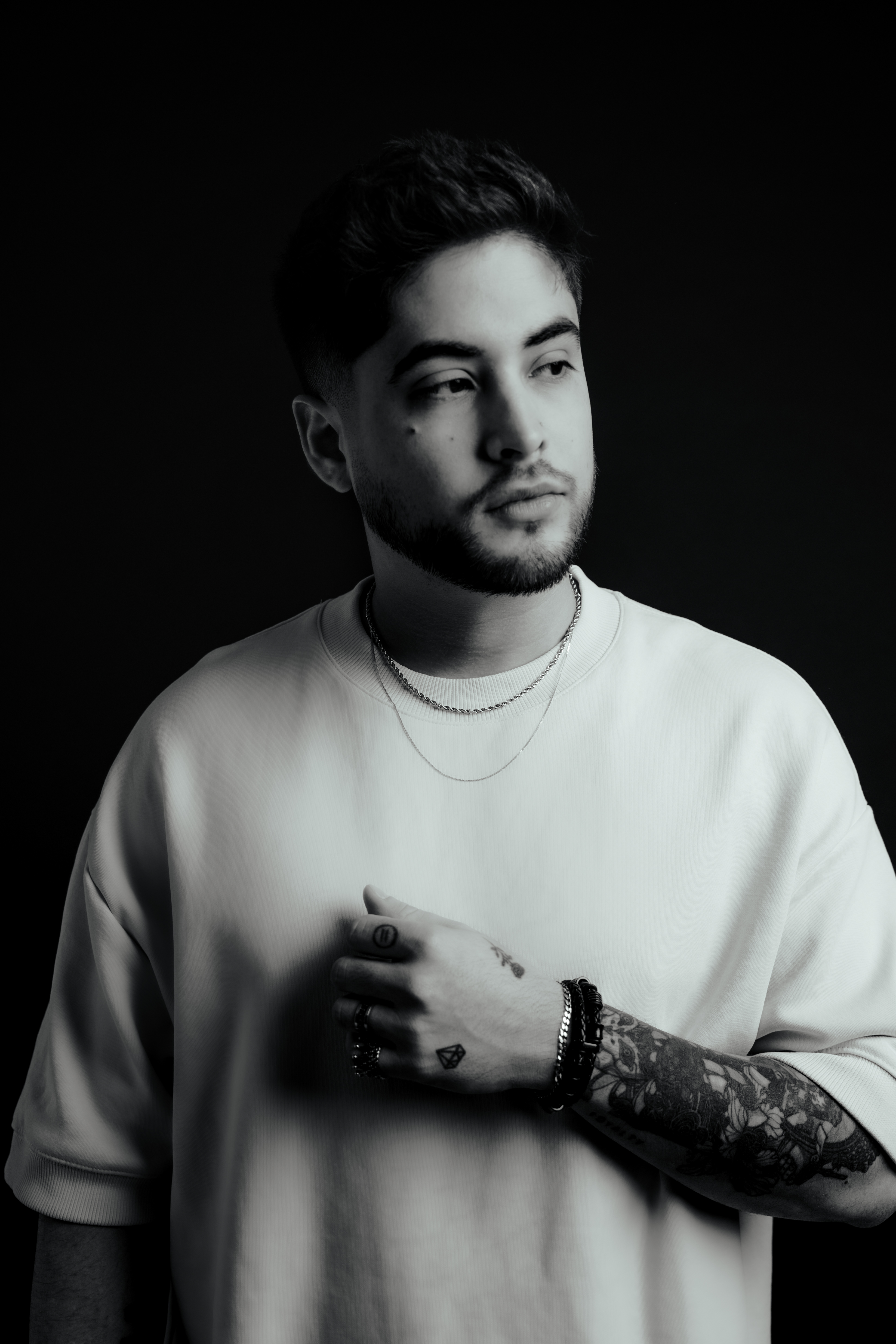
Fotos para album Canciones inestables 2024

Luigi Francesco Manzoni Fretes (Asunción, Paraguay, 4 de junio de 1994), conocido artísticamente como Luigi Manzoni, es un cantante, compositor, productor musical y multiinstrumentista paraguayo. Inició su carrera profesional en 2013. Ha lanzado múltiples álbumes como integrante de bandas, como solista y como productor para otros artistas. También ha colaborado con músicos nacionales e internacionales, y ha trabajado como productor musical en televisión, cine, campañas institucionales y proyectos artísticos.

## Carrera musical
Luigi Manzoni comenzó como guitarrista de sesión en distintas bandas, entre ellas Humbertiko y Urbanos. Inició su carrera profesional en 2013, formando parte del dúo NOI, junto a su hermano Giuliano Manzoni. El proyecto duró aproximadamente seis meses y culminó tras el lanzamiento del álbum Imagino cuando decidieron disolver la banda, que también incluía a Gio Álvarez y Miguel Aguayo.
En 2015 lanzó su primer álbum como solista, Mi música soy yo, y desde entonces ha construido una discografía marcada por la fusión de géneros como el reggae pop, pop rock, funk y balada.
En 2016, su canción “Breathe and Calma” alcanzó el puesto número uno en el ranking de Los 40 Principales Paraguay. En 2018 publicó el álbum Música igual música, que incluye la canción “Conmigo no”, en colaboración con la cantante paraguaya Anna Chase.
En 2017 participó como invitado en la canción “Quiero” de la banda Paiko, incluida en el álbum Tigo Music Sessions, disponible en Amazon y Apple Music.
A lo largo de los años, ha lanzado álbumes conceptuales como Melómano (2020), grabado en Asunción y Los Ángeles, y Barajar (2021), grabado en Asunción y Miami. Su disco No quiero suerte (2023), también grabado en Asunción, incluye colaboraciones con artistas como Joaquino Loco.
En 2024 lanzó Canciones inestables, grabado entre Paraguay, Argentina y Estados Unidos. El álbum recibió el premio Álbum del Año en los Premios Propya 2025, y es reconocido por mostrar su lado más frágil y personal. Entre sus canciones más destacadas se encuentran “El negocio de ser vulnerables” (junto a Willian), “Con la música que tengo” y “Bandido villano”. Participaron los mismos músicos que lo acompañan desde 2021, con la incorporación del baterista argentino Guille Salort.
Ese mismo año, colaboró con Marcelo Gabriel en la canción “Me mudo de vos”.
En 2025 lanzó TRASDECER, un álbum experimental de música electrónica en colaboración con Sebastián Sorera y Enmanuel Lezcano.
También lanza Declarado Culpable, es el noveno álbum de estudio publicado el 22 de agosto de 2025 a través de IDS Music en colaboración con Billow Ma, el sello personal del artista. El disco fue escrito, producido y grabado íntegramente por Manzoni en su estudio Billow Ma (Asunción, Paraguay) y cuenta con siete canciones. Su primer sencillo, Arráncamelo (No era el plan). El material viene acompañado de 7 videoclips dirigidos por Mario Amarilla de Barraco Films y 2 documentales BTS donde muestra como se gesto las canciones en estudio y los videos.
Tras el lanzamiento de Canciones Inestables en 2024, y luego de la ruptura amorosa con la DJ Cami Flecha, Manzoni comenzó a trabajar en un nuevo material con un enfoque más introspectivo y confesional. El álbum fue grabado en un poco mas de un mes de tiempo en el año 2025 en el estudio Billow Ma, con Manzoni desempeñándose como productor, ingeniero de audio, mezclador y masterizador. La producción incluye instrumentación orgánica y aportes de músicos como Eduardo Benítez (batería), Bruno Méndez y Karim Manzur (guitarras eléctricas), Ariel Cristaldo (bajo) y Sol Codas y Sebastián González (coros).
El álbum explora temáticas como la vulnerabilidad, el duelo emocional, la exposición pública, la identidad y la autoaceptación. Las letras, escritas por Manzoni, abordan experiencias personales con un enfoque poético y narrativo. Entre sus canciones se encuentran Elegante de Sangrar, que reflexiona sobre el pensamiento como una forma de dolor; Frases de Bolsillo, que recopila frases significativas de personas cercanas; y Eco, que describe la sensación de desconexión personal en medio del éxito.

## Trabajo como productor musical
Luigi Manzoni ha trabajado como productor musical en programas televisivos del canal Telefuturo, como Canta Conmigo Paraguay, Rojo Paraguay y Baila Conmigo Paraguay. Fue también el productor musical de la serie Marilina: Atreverse a soñar. en el 2025 ha colaborado en la produccion musical acompañado de Joshua Dietrich; de la serie "Solo Por Unos Dias" dirigido por Juan Carlos Maneglia y Tana Schembori bajo la produccion de HEi Films y Telefuturo.
En cine, produjo la canción “Sangre Caliente” para la película Pedro Undercover, junto a Camarasa, Anna Chase y Mauricio Jortack. También participó como productor musical en el filme Luz de Río, dirigido por Mario Amarilla y producido por Barraco Films.
En 2024 produjo el himno oficial de las Olimpiadas Especiales Latinoamérica – Paraguay 2024, titulado “Latinoamérica Late”, junto a Néstor Lo y Los Caminantes, Marcelo Gabriel, Sol Codas y Meli Hicks.
Según la plataforma Muso.ai, acumula más de 462 créditos como productor musical, con más de 400 colaboradores y proyectos registrados. Es reconocido como el compositor joven con más canciones registradas en Paraguay, superando las 160 obras a los 30 años de edad.
Ha trabajado con sellos como Universal Music, 4K Music, 4Kcho Records, Paraguay Music, IDS Music, ONErpm México, Blue Music y su propio sello, Billow Ma.

## Logros, premios y nominaciones
- Álbum del Año – Premios Propya 2025 por Canciones Inestables.[37]
- 3 nominaciones en los Premios Propya 2025.
- 7 nominaciones en los Premios Propya 2024, siendo el artista más nominado de esa edición.[38]
- Tatakua de Bronce al Mejor Diseño Sonoro – 2022.
- Tatakua de Bronce al Mejor Diseño Sonoro – 2023.
- Puesto n.º 1 en Los 40 Principales Paraguay con “Breathe and Calma” – 2016.

## Discografía
Álbumes y proyectos:
- 2013 – Imagino (con NOI)
- 2015 – Mi música soy yo
- 2016 – Inside Out
- 2018 – Música Igual Música
- 2019 – Respirar como vos (con MKS SSJ)
- 2020 – Melómano
- 2021 – Barajar
- 2023 – No quiero suerte
- 2024 – Canciones Inestables
- 2025 – TRASDECER
- 2025 - Declarado Culpable

Sencillos destacados:
- 2016 – “Breathe and Calma”
- 2019 – “Perdedor” (con Majo Maciel)
- 2024 – “Me mudo de vos” (con Marcelo Gabriel)
- 2024 – “Mis noches sin ti” (con DJ Cami Flecha)

## Presentaciones y colaboraciones destacadas
Ha abierto conciertos para:
- Justin Bieber (2013)
- Alex Ubago (2013)
- Prince Royce (2013)
- Fito Páez (2016)
- J Balvin (2017)
- Marco Antonio Solís (2019)
- Sin Bandera (2023)
- Manuel Turizo (2023)
- Morat (2024)
- No Te Va Gustar (2024)
- Miranda (2025)

Festivales:
- Asunciónico (con Funk’chula y Milk Shake)

Otras colaboraciones:
- 2017 – Con la banda Paiko en la canción “Quiero” (Tigo Music Session Paraguay)
- 2019 – Participación en la ceremonia de los Latin Grammy en Las Vegas

## Vida personal
Luigi Manzoni reside en Asunción, Paraguay. Es hijo de Franco Manzoni y Raquel Fretes de Manzoni, y el tercero de cinco hermanos. Desde pequeño se mostró interesado por la música. Aprendió de manera autodidacta mediante YouTube y la observación de sus referentes musicales. No asistió a academias formales y tampoco concluyó el bachillerato por un conflicto escolar, aunque participó simbólicamente en su graduación.
Su formación musical se forjó en espacios religiosos y en casa, donde su padre y su hermano Giuliano tocaban guitarra. Su primera guitarra eléctrica fue una Freeman tipo Stratocaster.
Se ha definido como una persona solitaria e introspectiva, con un enfoque artístico basado en la experiencia personal. Ha mantenido relaciones con la cantante Keila Sandoval (Kaese), la modelo Miss Universo Paraguay Myriam Arévalos, y con la DJ paraguaya Cami Flecha.
En 2023, manifestó públicamente críticas hacia entidades de gestión colectiva como la APA, por falta de transparencia en la administración de derechos de autor.